# ماتیا مانینی
ماتیا مانینی (انگلیسی: Mattia Mannini؛ زادهٔ ۸ ژوئیهٔ ۲۰۰۶) بازیکن فوتبال اهل ایتالیا است که در حال حاضر برای باشگاه فوتبال آ.اس. رم بازی می‌کند.
وی همچنین در تیم‌های ملی فوتبال زیر ۱۶ سال ایتالیا، زیر ۱۷ سال ایتالیا، زیر ۱۸ سال ایتالیا و زیر ۱۹ سال ایتالیا بازی کرده است.

## دوران باشگاهی
در ۱۴ دسامبر ۲۰۲۳، مانینی اولین بازی حرفه‌ای خود را برای باشگاه فوتبال آ.اس. رم انجام داد و در دقیقه ۸۵ به جای نیکولا زالفسکی در جریان پیروزی ۳-۰ لیگ اروپا مقابل باشگاه فوتبال شریف تیراسپول در مرحله گروهی به میدان رفت.